# トラクション
トラクション（英語: traction）または牽引力（英語: tractive force）は、車体と接平面との間で、乾燥摩擦を通して（路面の剪断力も一般的に使われる）、運動を生み出すために使われる力である。
トラクションは、車体と路面との間の「最大」牽引力のことも指す。この場合、トラクションは垂直抗力に対する最大牽引力の比としてもしばしば表わされ、「トラクション係数」と命名される（摩擦係数と似ている）。トラクションは、摩擦、垂直荷重（負のZ軸方向にタイヤに作用する荷重）、空気抵抗、転がり抵抗などのような全ての抵抗する力を乗り越えることによって物体を路面上で移動させる力である。

## 定義
トラクションは以下のように定義することができる。
2つの物体間の界面において、乾燥摩擦または介在する流体膜を介して接線力が伝達され、運動、停止または動力の伝達が生じる物理的過程。—Mechanical Wear Fundamentals and Testing、Raymond George Bayer
車両の動力学において、自動車では牽引力（tractive force）、鉄道では引張力（tractive effort、drawback pull）という用語が使われるが、これらの用語は異なる定義を持つ。

## トラクション係数

アスファルトに対する速度と気象条件の関数としての縦粘着係数 (fx) の図。
A) 乾燥したアスファルト
B) ウェット条件でのアスファルトの水はけ
C) ウェット条件でのアスファルト
D) 雪
E) 氷

季節変化（数字の1から12で表わされている）と異なる路面での平均横方向粘着（Fy）の変化。
A) 熱ロールドアスファルト
B) 砂利（グラベル）
C) 珪岩
D) 礫岩セメント
E) マスチックアスファルト
F) 砂利堆積（非結合）

トラクション係数（「摩擦係数」とも）は、トラクションのために使用可能な力を駆動装置（車輪、無限軌道など）の重量で割ったものと定義される。
使用可能なトラクション = トラクション係数 × 垂直抗力
である。

### トラクション係数に影響する因子
2つの表面間のトラクションはいくつかの因子に依存する。
- 表面粗さ - それぞれの表面の材料組成
- 巨視的および微視的形状（マクロテクスチャおよびミクロテクスチャ）
- 接触面を互いに押す垂直抗力
- トラクション
- 潤滑剤や接着剤など、素材界面にある汚染物質
- トラクション面の相対運動。滑っている物体（動的摩擦を受けている）は滑っていない物体（静的摩擦を受けている）よりもトラクションが低い。
- ある座標系に相対的なトラクションの方向。例えば、タイヤの利用可能なトラクションは、旋回中、加速中、制動中でしばしば異なる[8]。
- オフロードや凍結路面といった低摩擦路面に対しては、専用のトレッドパターンを持つオフロードタイヤ、スノータイヤ、スタッドレスタイヤが存在する。さらに、スタッドやチェーンなどの滑り止め装備は、路面との摩擦力のみに頼るのではなく、路面の表面を部分的に貫通する際の剪断強度を利用することでトラクションを増大している。

### 工学設計におけるトラクション係数
車輪付き車両や無限軌道車の設計では、車輪と地面の間のトラクションが低いよりも高い方が、車輪が滑らずに高い加速度（旋回や制動を含む）を得られるので望ましい。ただし、モータースポーツのドリフト走行では、高速旋回時に後輪のトラクションを意図的に失くしている。
また、無限軌道車や半装軌車など、車輪が発揮できる以上のトラクションを得るために表面積を劇的に増やす設計もある。戦車や同様の無限軌道車両は、接触部分の圧力を減らすために軌道を使用する。70トンのM1A2が丸いタイヤを使用した場合、中心が高くなるところまで沈んでしまう。軌道は、タイヤよりもはるかに広い接地面積に70トンを広げ、戦車がはるかに柔らかい土地を走行することを可能にする。
用途によっては、素材の選択で複雑な代償が発生することもある。例えば、柔らかいゴムはトラクションに優れているが、摩耗が早く、曲げたときの損失が大きいため、効率が悪くなることがよくある。材料の選択は劇的な効果をもたらすことがある。例えば、レーシングカーに使われるタイヤの寿命は200 kmであるが、大型トラックに使われるタイヤの寿命は10万kmに近いこともある。トラック用のタイヤはトラクションが弱く、ゴムも厚い。
また、トラクションは汚染物質によっても変化する。コンタクトパッチに水の層があると、トラクションが大きく損なわれる。これが自動車用タイヤに溝やサイピング（排水用の溝）がある理由の1つである。
トラック、農業用トラクター、軍用車などの柔らかい地面や滑りやすい地面を走行する際のトラクションは、タイヤ圧制御システム（TPCS）を使用することで大幅に向上することが分かっている。TPCSは、車両の連続走行中にタイヤの空気圧を下げ、その後元に戻すことを可能にする。また、TPCSの使用によりトラクションが向上することで、タイヤの摩耗や乗り心地の振動が低減される。